# 情感教育
《情感教育》（法语：L'Education sentimentale, histoire d'un jeune homme）是法国作家古斯塔夫·福樓拜的長篇小說 ，于1869年11月17日由米歇尔·勒维兄弟出版社出版。 

## 构思
小说的灵感来自法国小说家和文学批评家沙尔-奥古斯丁·圣伯夫的小说《情欲》（法语：Volupté），奥诺雷·德·巴尔扎克此前已在《情欲》的基础上创作了《幽谷百合》（法语：Le Lys dans la vallée）。福楼拜的《情感教育》采取了同样的主题 ，但叙事方法截然不同；通过这部小说，福楼拜重新发明了成長小說，并赋予该题材以全新的深度和敏锐度。尽管出版之初曾遭遇负面评论，但这部作品现已成为馬塞爾·普魯斯特以来20世纪小说家的标杆。 
《情感教育》来源于福楼拜青年时代的三次创作尝试。继1838年名为“狂人回忆录”的草稿以及1842年10月25日完成的“十一月”之后，福楼拜自1843年1月开始创作《情感教育》的初稿。小说定稿从1864年9月开始撰写，最终完成于1869年5月16日上午。 

## 主要角色
弗雷德里克·莫罗：一个18岁的年轻人，小说的主人公，典型的浪漫主义青年，体格优美，本性善良而敏感，热爱思索且善于观察。他初次见到阿尔努太太就疯狂地爱上了她，但随后又在阿尔努太太和罗莎妮之间犹疑不决。 
玛丽·阿尔努：阿尔努先生的妻子，弗雷德里克的挚爱。她是一个真挚而诚实的女人。即使丈夫给她惹出了种种事端，她依然陪伴在他身边，部分原因肯定是为了不伤害两人共同的孩子。 
阿尔努先生：他是放荡和罪恶的化身，在某种意义上也表明了资产阶级的软弱。尽管有个善良的妻子，但他却毫不忠贞。他是个骨子里的骗子，起初以三倍的价格倒卖绘画，后来又以同样的方式倒卖陶器。 
罗莎妮（罗斯·安妮特·布朗小姐）：年轻漂亮的妓女，善于勾引男人，性格反复无常，但弗雷德里克喜欢她，两人发展出一段恋情。 

## 介绍
《情感教育》包括许多自传要素，例如主人公和阿尔努太太的相逢，是受到福楼拜本人初逢他一生挚爱爱丽莎·施莱辛格的启发。主人公弗雷德里克·莫罗是一个十八岁的外省青年，在巴黎求学，在1840到1867年间，他既结识了挚友，又了解了愚蠢、艺术和政治的力量，彼时的法国社会在君主复辟、共和国和帝制的斗争之间爆发一个接一个革命。数名女性（罗莎妮、当布勒兹太太等）走进了他的生活，但没有人能与艺术品富商的妻子玛丽·阿尔努相提并论，他疯狂地爱上了她。正是在这种无望的热情和世事的种种偶然性之间，他展开了一段情感教育，而最终结果只是使他一步一步走向幻灭。 
弗雷德里克的人物形象可能是受福楼拜年轻时的经历所启发，同时也代表了最受浪漫主义思想熏陶的一代人。在弗雷德里克对阿尔努太太纯洁的爱情愈发浓烈的同时，法国政体首先是路易-菲利普一世的立宪君主制，然后是第二共和国和第二帝国，人们拿职业道路和出人头地的理念下赌注。二十世纪的法国文学评论家马特·罗伯特认为，弗雷德里克是一个“平庸的混蛋”脑中的无数梦想使他无法行动，这与拿破仑时代的“混蛋”形成对比，在那个时代只要有毅力就可以向上爬，正如巴尔扎克笔下的拉斯蒂尼亚克所代表的形象。 
弗雷德里克接触的人物多种多样，每个人都代表一个明确的类型，并以符合社会学刻板影响的方式行事。因此，我们可以看到雅克·阿尔努、当布勒兹夫妇这样的资产阶级男女、弗雷德里克的高中朋友戴洛立叶这样对权力抱有幻想的小资产阶级、罗萨妮这样的交际花等等。如此多样的人物角色描绘出了一幅七月王朝末期法国社会的画卷。皮埃尔·布迪厄将这部小说视为一个社会学试验场，从这个观点出发，可以视福楼拜为现实主义文学的一位引路人。 
正因为福楼拜试图指出人们对各个社会阶层的成见，所以《情感教育》也遭遇了这样一种讽刺：小说的叙述者拒绝直接干预小说情节，而是通过对陈词滥调的谨慎影射或是自由间接引语的使用，仅仅寻求与读者的默契。书中人物表达的观点不一定可靠，因为他们带着各自的态度看待事情，或者说小说中对人物所见所闻的客观描述实际上是带着他们的偏见。有一个突出的例子，叙述者冷冰冰地讲述了1848年2月民众劫掠杜伊勒里宫一事，描绘了醉汉、野蛮人、伤员挤在一片狼藉的房间里的场景，随后弗雷德里克说了这样的话：“这样做怎么了？我吗，反倒认为民众是伟大的！”他对现实视而不见，只是为了满足他浪漫主义的预设。 
《情感教育》虽然不如《包法利夫人》那样为人所知，但却是福楼拜风格完全成熟的完整小说，在这部小说里，作者依据其生活经验精心打造了一个世界。他创造的这部鸿篇巨制既是对浪漫主义的总结，又是对一个时代的精准描绘，并使福楼拜成为自然主义的精神先驱，莫泊桑和埃米尔·左拉将他视为导师。 

## 情节简介

### 第一部

#### 第一章
1840年9月15日，弗雷德里克·莫罗回到他位于塞纳河畔诺让（位于法国大东部大区，以下简称诺让）的家里。他乘船来到蒙特罗福（位于法兰西岛大区），认识了阿尔努夫妇。他对阿尔努太太一见倾心，并暗下决心要再次见到她。在完成马车旅行后，他回到家中，受到了热情的欢迎，他决定加入找朋友戴洛立叶叙叙旧。 

#### 第二章
离别两年的朋友重逢，回忆了他们的青春时代和他们友谊的开端。戴洛立叶建议弗雷德里克前去结识当布勒兹一家，当布勒兹先生是一位富有的巴黎银行家，为他们掌管土地的正好是罗克老伯，即莫罗一家在诺让的邻居。 

#### 第三章
两个月后，弗雷德里克到达巴黎，前往当布勒兹家里。尽管罗克老伯为他写了推荐信，但他却没有收到邀约。有一次，他偶然之间进入了阿尔努的商店，回想起了阿尔努太太。但他一直无法接近她。他搬到了圣雅辛特街，开始他的法律学业，却灰心丧气，感到无聊。戴洛立叶无法上巴黎来找他，尽管还有另外两名大学和他共同上学，弗雷德里克却游手好闲。春天来了，他勉勉强强通过了第一年的考试。回到母亲身边度过夏天之后，他在开学时搬到了拿破仑码头。 

#### 第四章
1841年12月，弗雷德里克在拉丁区参加了一场学生示威，并结识了余索内。他还见到了因反抗执法人员而遭监禁的杜萨迪埃。在探监后，他和余索内交谈并了解到他在为阿尔努的《工艺画报》工作。他告诉余索内他希望被介绍进去工作。他还结识了列冉巴和佩勒林，前者是一名多多少少有点酗酒的社会主义者，后者则是受到阿尔努压榨的画家。这就是弗雷德里克的世界了。一天晚上，他收到了朋友戴洛立叶的一封信，信中戴洛立叶说他要到巴黎了。但恰好弗雷德里克第一次收到了阿尔努的晚宴邀约。于是，他热情接待了朋友之后便前去赴宴。再次见到阿尔努太太，让他比第一次更加心神不宁。他回家的时候，戴洛立叶只不过是“另外一个人”了。

#### 第五章
弗雷德里克一心想要得到阿尔努太太的芳心。他去佩勒林家上绘画课。佩勒林则与戴洛立叶、塞内卡、马蒂农、西齐、杜萨迪埃和列冉巴一起，每周六聚在弗雷德里克家里。而戴洛里叶对弗雷德里克的痴心感到厌烦，两人的友谊受到了损害。考试月到了，弗雷德里克没有及格。他得知阿尔努太太回去看望她生病的母亲。绝望之中弗雷德里克前去找阿尔努先生了解情况。阿努克斯夫人返回后，每个星期四在阿尔努家的晚餐却越来越显单调。戴洛立叶决定带他的朋友去卡巴萊来使其转念，但这没有任何帮助。他们在卡巴莱遇到了由华娜丝小姐陪同的阿尔努先生，华娜丝小姐是一名平庸的女作家，可能是阿尔努的情妇。几天后，两份邀约让弗雷德里克心情轻松了起来：一个是阿尔努太太的聚会，另一个则是当布勒兹的，后者很快又被取消了。宴会在阿尔努的乡间别墅里举行，中途发生了一个意外，阿尔努太太自回家以后似乎非常沮丧，和弗雷德里克说话时遮遮掩掩。弗雷德里克察觉到他们之间的进展似乎只是一场骗局。于是，他重新投入学业并参加考试。然而，母亲催他回到诺让，他回家后得知他们家的财富已挥霍一空，他最好留在外省。 

#### 第六章
弗雷德里克和母亲住在一起，他在一名诉讼代理人的办公室里谋到了一个职位，认识了邻居罗克老伯的女儿路易丝小姐。他艰难地适应着外省的生活，当他得知戴洛立叶把塞内卡接到一起住时，更是感觉难过。他的叔叔前来拜访，随后母亲告知他无法继承叔叔的财产，而这笔财产年金为27000英镑，足以使他过上优渥的生活。然而在诺让生活了三年之后，1845年12月12日，他收到了一封遗书，遗嘱将这个死去的叔叔的遗产遗赠给他。他立即出发前往巴黎，几乎忘了跟罗克老伯的女儿道别，而路易丝显然为他的离去而依依不舍。 

### 第二部分

#### 第一章
弗雷德里克第二天早上到达巴黎。他跑到阿尔努家，但阿尔努不再住在那里。弗雷德里克对阿尔努的失踪感到不知所措，又试图去寻找佩勒林和余索内，无果。在寻遍一家又一家巴黎咖啡馆之后，他终于找到了列冉巴，并得知阿尔努已经搬走了而且已转行做彩陶生意。他来到阿尔努家，惊讶地发现三年的光阴对阿尔努太太几乎没有影响。她现在有了一个儿子。至于戴洛立叶，他没能通过法律论文，并决定不再重修。他专心研究一个颇有社会主义色彩的论题，似乎受到了塞内卡的影响。就在这时，阿尔努先生带着他的一位情妇罗萨妮参加了一场化妆舞会。弗雷德里克找到了余索内和佩勒林，对他们的冷淡感到不安。 

#### 第二章
弗雷德里克住进了一个价格高昂的公寓，接着他先后拜访了当布勒兹太太、罗萨妮和阿尔努太太。 随后，他与朋友们组织了乔迁派对。他得知阿尔努陷入财务困境，便决定与他的妻子谈论此事，阿尔努太太委托他监视丈夫，因为她怀疑阿尔努先生毫无忌惮地和罗萨妮搞外遇。弗雷德里克喜欢上了罗萨妮，于是逐渐放下戒备，以便她能明白他的心意。而罗萨妮总是避免和他过于亲近。于是，弗雷德里克决定让佩勒林为罗萨妮画一幅肖像，以便能经常见到她的容貌。但戴洛立叶对此满腹狐疑，并劝弗雷德里克借钱给他创办报纸。此外，他还去拜访当布勒兹，以便在最高行政法院中谋得一职，而当布勒兹认为他更适合经商。在当布勒兹家的晚餐结束后，弗雷德里克得知罗萨妮恢复单身，便决定成为她的情人，但他一到罗萨妮家门前，华娜丝小姐就向他透露演员德勒玛已经捷足先登，并希望他向阿尔努太太揭发阿尔努的不忠。当弗雷德里克到达阿尔努家时，阿尔努太太正对丈夫大发雷霆，因为她已经知道了丈夫的外遇。阿尔努先生离家而去，弗雷德里克留下来试图安慰她。 

#### 第三章
弗雷德里克成为了阿尔努家的“寄生虫”。阿尔努先生在生意上遇到了挫折。至于戴洛立叶，他一直在为报纸的事向弗雷德里克要钱。弗雷德里克刚一收到钱，阿尔努就恳求他把这笔钱借给他，以免他的财产被充公。弗雷德里克没有怀疑资产阶级的那一套说辞，相信阿尔努会在一周左右偿还，于是同意把他刚从公证员收到的一万五千法郎借给阿尔努。然而时间过去了，阿尔努却没有还钱。当戴洛立叶问到这笔钱时，弗雷德里克说他在赌博中输光了；他们的友谊就这样破裂了。阿尔诺似乎依然负债累累，他请求弗雷德里克向他的债权人当布勒兹求情。弗雷德里克与银行家当布勒兹交流后，当布勒兹安排他进入新成立的煤炭公司担任要职。他热情地接受了，但三周之后本应去参加工作会议的时候，他去了克雷伊（位于上法兰西大区）的陶器厂找阿尔努太太。他试图向她表白，但她却竭尽所能转移话题，不是参观工厂就是假装听不懂。返程时，他收到了罗萨妮的来信说她想见他。由于对阿尔努太太的反应十分失望，他答应去见罗萨妮。 

#### 第四章
弗雷德里克邀请罗萨妮去观赏赛马，在跑马场他们遇见了西齐，西齐似乎对这位交际花也很感兴趣。果然，在弗雷德里克的晚餐上，西齐不请自来，晚餐后西齐和罗萨妮一起走了，只留下弗雷德里克与余索内。不久后，佩勒林要求弗雷德里克为罗萨妮的画像支付极为高昂的价格，而弗雷德里克拒绝支付；同样他还拒绝将钱借给余索内发行日报。随后，西齐假借和解邀请弗雷德里克赴宴，结果弗雷德里克在晚餐上引起混乱，最终攻击了西齐：于是一场决斗不可避免。列冉巴和杜萨迪埃作为证人，弗雷德里克和西齐在布洛涅森林对决，而西齐吓得晕倒在地。就在这个时候，阿尔努的到来打断了决斗，他坚信弗雷德里克是为了挽回自己的荣誉而战。不久后，他在余索内的报纸上看到一篇诋毁他的文章，接着在一个画商的橱窗里，看到了以他的名字展出的罗萨妮肖像——佩勒林和余索内的报复开始了。沮丧的弗雷德里克决定去当布勒兹家里，结果受到冷落；他向客人们发泄，慷慨激昂地谴责现有秩序，然后离开了当布勒兹家。回家后，杜萨迪埃建议弗雷德里克重新联系戴洛立叶。戴洛立叶告诉弗雷德里克说他的母亲想见他，而罗克老伯的女儿将成为一个不错的妻子。回到诺让的路上，弗雷德里克幻想着和路易丝小姐的未来。 

#### 第五章
在巴黎，戴洛立叶决意去看望阿尔努太太。他告诉阿尔努太太弗雷德里克会娶路易斯小姐为妻，阿尔努太太明显为此感到不安。至于弗雷德里克，则发现路易丝比以往更为多情了。她要求弗雷德里克娶她为妻，而他也接受了。但当罗克老伯向他展示了他家产业之后，弗雷德里克以巴黎有一些事要处理为理由离开了。 

#### 第六章
回到巴黎，他去了罗莎妮家，受到了热情款待。第二天，他去了戴洛立叶家，两人去杜萨迪耶家庆祝塞内卡出狱。聚会进行得很顺利，但就当他发誓再也不去阿尔努家时，他在一家商店里见到了阿尔努太太。于是，两人的爱情萌芽了，第二天，他们来到了阿尔努位于奥特伊的房子里。他们的爱更多的是柏拉图式的，而非肉体上的；1848年2月的一天，弗雷德里克向阿尔努太太提出两人来一次更亲密的约会。她接受了，但最终没有赴约；她的儿子患上了哮吼，濒临死亡。她的儿子吐出假膜后痊愈了，阿尔努太太将此视为上帝的征兆，决定不再沉迷于婚外情。这一时期，1848年2月23日和24日的革命开始了，绝望的弗雷德里克前往罗萨妮的家中，两人重聚。 

### 第三部

#### 第一章
革命开始了。弗雷德里克前往杜伊勒里宫，在闹事者中见到了余索内和杜塞迪埃。当日晚上，临时政府成立时，弗雷德里克写了一篇文章，赢得了朋友们的认可和当布勒兹的尊重。当布勒兹提议他参加诺让选区的立法选举，并敦促他写一篇选举演讲稿，弗雷德里克急匆匆地开始准备。弗雷德里克的反资产阶级观念吓到了当布勒兹，于是当布勒兹决定瞒着弗雷德里克自己参加竞选。弗雷德里克本打算在塞内卡主持的集会上发表慷慨激昂的演讲，结果在现场却一直被晾在一边。回到罗萨妮家后（眼下他住在她家），弗雷德里克因她似乎并不赞成革命而感到失望，罗萨妮还和华娜丝大吵了一通。当他离开罗萨妮家时，遇上了阿尔努先生登门找她。他这才得知阿尔努始终和罗萨妮藕断丝连。心中充斥着怀疑和嫉妒的弗雷德里克请罗萨妮陪他一同去枫丹白露游玩。他们于6月初出发，没多久就发生了血腥的六月起义。在枫丹白露的田园风光中，罗萨妮向他讲述了自己不幸的童年，弗雷德里克意识到她并非完美无瑕。弗雷德里克从报纸上得知了杜萨迪埃被捕的消息，于是返回巴黎，途中被捕，获释后找到了受伤的杜萨迪埃，华娜丝正在照顾他。在此期间，罗克老伯带着他的女儿来到巴黎，迫不及待地想再次见到弗雷德里克。 

#### 第二章
当布勒兹组织了一场晚宴，出席者有弗雷德里克、阿尔努一家、罗克老伯和他的女儿路易丝。疯狂地爱着弗雷德里克的路易丝在场，弗雷德里克不知该如何在阿尔努太太面前表现。晚餐时，路易丝了解了弗雷德里克生活中的各种事件，尤其是他对罗萨妮的爱。弗雷德里克回到罗萨妮家，而路易丝不惜一切代价也要找到他，她跑到他家然而被拒绝入内。 

#### 第三章
弗雷德里克与罗萨妮度过了一段愉快的时光；一天，他突然觉得有必要去看望阿尔努太太。两人见面时有些尴尬，随后阿尔努太太向他解释为什么1848年2月她没有赴约。一切都明了之后，两人抱在一起，这时，罗萨妮闯了进来。弗雷德里克和罗萨妮发生争吵，扬起手正要打她，但她告诉他自己怀孕了。弗雷德里克怒气消了，接受了这个消息，接着决定成为当布勒兹太太的情人，以便提升自己的社会阶层。当布勒兹太太很快然就屈服于他的攻势。这个时候，戴洛立叶从特鲁瓦回到巴黎，此前他在特鲁瓦被任命为共和国特派专员。戴洛立叶劝弗雷德里克参加奥布的选举，还怂恿他在当布勒兹那里为自己谋得一个职位。 但此时的弗雷德里克心里更挂念自己的新情人。 

#### 第四章
戴洛立叶去当布勒兹家中拜会，当布勒兹给了他一份工作。但这位银行家生了重病，不久就在妻子和弗雷德里克的面前去世了，弗雷德里克很高兴地得知他的新情人继承了一笔巨大的财产。因此，他没有在丧事上斤斤计较。然后不久后，当布勒兹告诉他，她的丈夫把一切财产都留给了她的私生女塞西尔，塞西尔最近嫁给了马蒂农。弗雷德里克试着用他的爱来安慰她。但不得不脚踏两只船，罗莎妮刚刚分娩，弗雷德里克在两个情人面前都发誓永远爱她们，而在他的心中阿尔努太太永远都有一份特殊的位置。厄运向罗萨妮接踵而至：华娜丝向她追讨欠债，她刚出生的婴儿也病得很重。一天晚上罗萨妮的孩子夭折了，然而这似乎让弗雷德里克松了一口气。佩勒林过来给孩子画肖像，他告诉弗雷德里克，阿尔努因债务累累而面临牢狱之灾，正准备带着全家逃往美国去 

#### 第五章
弗雷德里克急忙赶到当布勒兹太太家，向她借钱来救阿尔努，但他没有对她说实话。不过已经晚了，阿尔努一家已逃之夭夭。当他要归还这笔钱时，当布勒兹太太已经知道了他借钱的真正原因，于是决定展开报复，她去找戴洛立叶求助，戴洛立叶让塞内卡买下了阿尔努的债务，接着塞内卡很快就把阿尔努的财产拿去拍卖。弗雷德里克以为是罗萨妮从中作梗，便离开了她。1851年12月1日进行了阿尔努的财产拍卖会，当布勒兹太太将他带到那里，弗雷德里克感到浑身不自在，当他正打算娶她时，他也还是离开了她。他第二天去了诺让，希望再次见到路易丝，结果他到达后，看到的是路易丝倚在丈夫戴洛立叶的怀抱中。绝望之中他回到巴黎，遇到一群人聚在一起，其中达萨迪埃在人群中间大喊：“共和国万岁”。杜萨迪埃被龙骑兵杀死，接着，“弗雷德利克简直都吓傻了，原来那个警察是塞内卡”。 

#### 第六章
十六年后，1867年3月的一个晚上，阿尔努太太回到弗雷德里克家里。她向他讲述这些年来自己的生活，两人一起漫步，弗雷德里克向她发誓他永远爱她。临走前，阿尔努太太给他留了一绺白发。“他们之间就这样结束了”。 

#### 第七章
又过了两年，弗雷德里克找到了戴洛立叶。露易丝已离开了他，而戴洛立叶则换了一个又一个工作。阿尔努先生在前一年已去世。当布勒兹再婚，嫁给了一个英国人。马蒂农当上了参议员。佩勒林从事摄影。罗莎妮曾嫁给一个叫乌德里的男人而现在成了寡妇。 
小说结尾又提到了小说开头这两个朋友初次重逢时谈过的年少往事，那时他们手里捧着一束鲜花来到妓院门口，那副滑稽的模样让人们笑了起来。“这可是我俩一生中最美好的时光了！”两人为他们的情感教育历程做出了一个幻灭的总结。

## 改编
《包法利夫人》是福楼拜第一部被改编为电影的小说（1932年）。《情感教育》的电影版则要等到1962年亚历山大·阿斯特吕克的改编，讓-克洛德·布里亞利在此片中出演弗雷德里克·莫罗；这部电影未能得到评论家和公众的好评 。 
1973年，马塞尔·克拉文制作了五集电视连续剧《情感教育》，由让-皮埃尔·里奥出演弗雷德里克·莫罗，弗朗索瓦丝·法比安出演阿尔努太太，凯瑟琳·鲁维尔出演罗莎妮。2001年尤金·格林执导的电影《夜以继夜》（法语：Toutes les nuits）是这部小说的第二部电影改编版，启发自福楼拜的《情感教育》初稿。美国导演詹姆士·葛雷2008年的电影《纽约爱情故事》（英语：Two Lovers）结尾也受到了本书的启发。